# Albert Gos
Albert Gos (* 6. April 1852 in Genf; † 23. Juni 1942 ebenda) war ein Schweizer Musiker, Komponist, Landschaftsmaler und Autor. Als Bewunderer des Hochgebirges wurde er gewissermassen zum «Hofmaler» des Matterhorns.

## Familie
Albert Gos heiratete im Jahre 1878 Jeanne Monnerat. Sie hatten fünf Kinder: 
- François Gos (1880–1975),
- Camille Gos (1884–1963),
- Charles Gos (1885–1949),
- Juliette Gos (1887–1952) und
- Emile Gos (1888–1969).

François Gos wurde Maler wie sein Vater, Charles Gos Schriftsteller und Emile Gos Fotograf.
In Genf ist eine Strasse nach Albert Gos benannt, die «Rue Albert-Gos».

## Musiker und Komponist
Albert Gos studierte am Konservatorium in Genf Violine, wobei er ein Schüler von Amélie Müntz Berger war, der Ehefrau von Alexandre Calame. Als professioneller Violinenspieler erhielt er im Jahre 1870 den Preis des Konservatoriums.

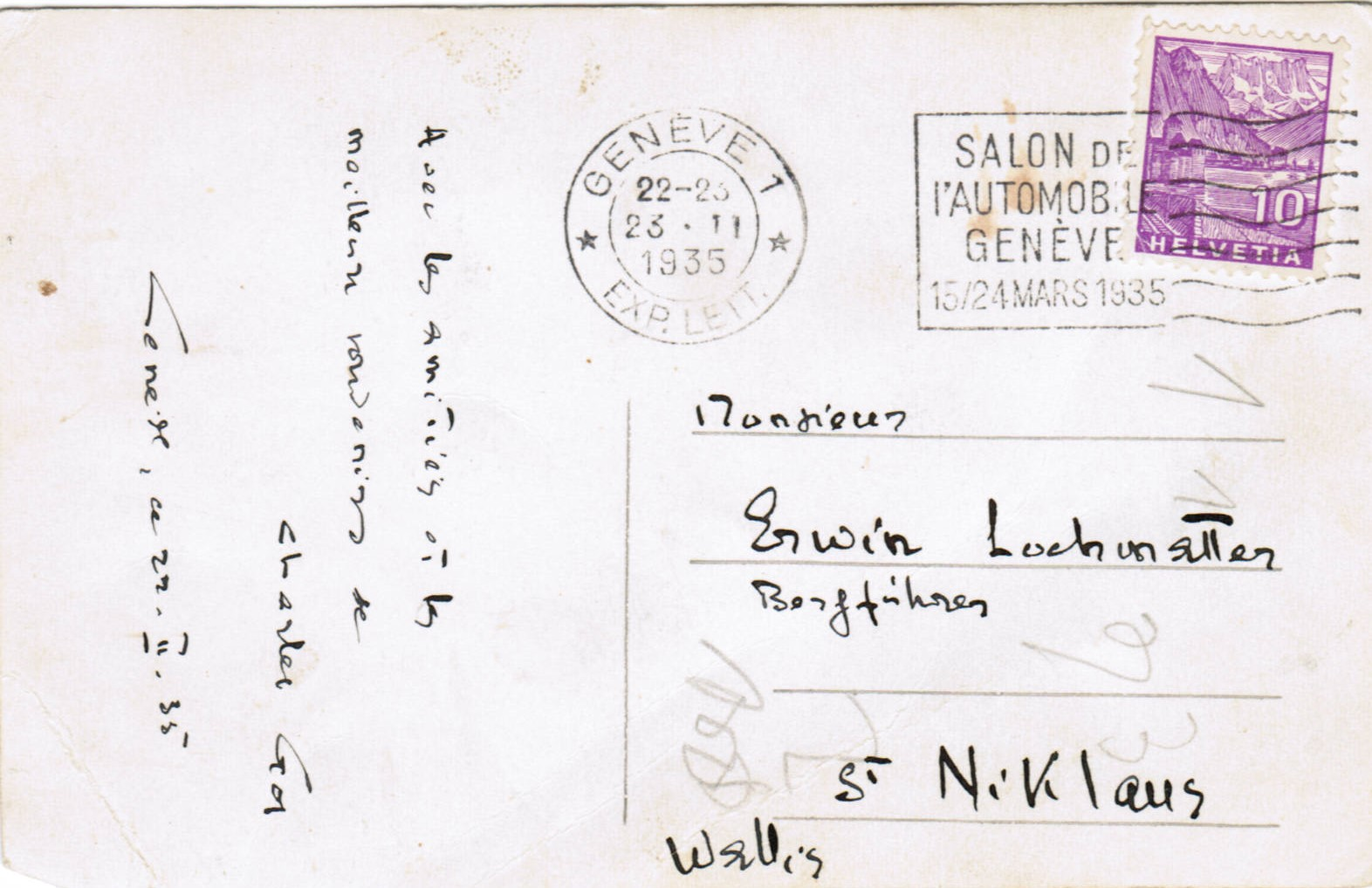
Im Jahre 1935 schrieb der Genfer Schriftsteller Charles Gos, ein Sohn von Albert Gos, eine Karte an den St. Niklauser Bergführer und Unternehmer Erwin Lochmatter, einen Sohn von Josef Lochmatter.

Später auf seinen Kunstreisen nach Savoyen, ins Berner Oberland, ins Wallis und vor allem ins Nikolaital trug er stets ausser Farben und Pinseln auch seine Violine mit. Der vielseitige Künstler spielte, variierte und improvisierte zusammen mit den einheimischen Musikanten alpenländische Weisen für die Ortsansässigen und die Feriengäste. Dabei schrieb er eine grosse Menge dieser alpinen Tanzstücke auf, die so der Nachwelt erhalten geblieben sind. Darüber hinaus komponierte Albert Gos selber auch Melodien.

## Maler
Mehrere Jahre nach Alexandre Calames Tod wurde Albert Gos von dessen Witwe gebeten, mit ihr im unverändert gebliebenen Atelier des verstorbenen Schweizer Malers zu musizieren. Die Entdeckung von Calames Bildern liess Albert Gos die zweite Laufbahn eines Malers einschlagen, wobei er ein Semester bei Barthélemy Menn studierte. Als Bewunderer des Hochgebirges wurde er gewissermassen zum «Hofmaler» des Matterhorns. 
Mehrmals wurde er mit Preisen ausgezeichnet. Im Jahre 1880 gewann er (vor Ferdinand Hodler) den ersten «Diday-Preis» und 1887 (wiederum vor Hodler) den «Calame-Preis». Seine Werke wurden an bedeutenden Veranstaltungen gezeigt, so 1880 an der Royal Academy in London und 1900 an der Weltausstellung in Paris, wo er eine Medaille gewann. Heute sind sie u. a. in Museen der Schweiz und der USA (Louisville, Buffalo und Brooklyn/New York) zu finden.

## Autor
Im Jahre 1942 veröffentlichte Albert Gos die Autobiographie «Souvenirs d'un peintre de montagne» (Erinnerungen eines Bergmalers).

## Bergführermuseum

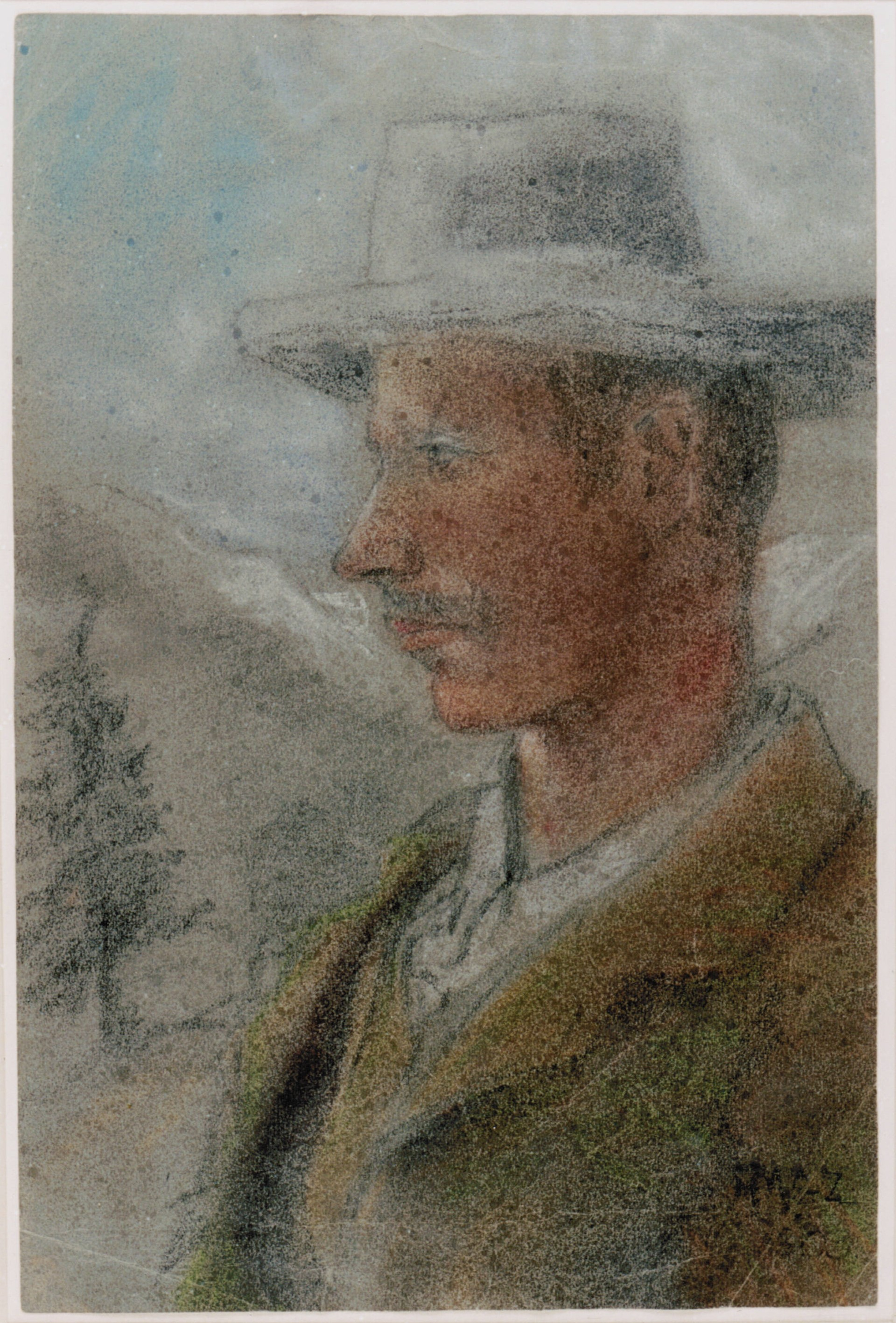
Porträt des Bergführers Josef Lochmatter (1872–1915) von Albert Gos aus dem Jahre 1903, Bergführermuseum, Burgerstube, Tafel 6 Kunst und Alpinismus, Verein Zaniglaser Bergführerwesen, St. Niklaus 2000.

Im Bergführermuseum in St. Niklaus Dorf werden zum Thema Kunst und Alpinismus bzw. im Rahmen der Verbindung der St. Niklauser Bergführer zu zeitgenössischen Malern u. a. Albert Gos und sein Sohn François Gos gewürdigt. Albert Gos hat im Jahre 1903 ein Porträt des St. Niklauser Bergführers Josef Lochmatter (1872–1915) gemalt (19 × 28,5 cm Öl auf Leinwand).